# Kosica
Kosica (lat. Asyneuma), rod dvogodišnjih biljaka i trajnica iz porodice Campanulaceae raširen po Euroaziji od Ruskog falekog istoka sve do Sreddozemlja, uključujući Kavkaz; Srednja Azija; JZ-Azija na istok do Himalaja, Indija; Šri Lanka; Burma; Kina; Koreja; Japan; jedna vrsta koja se proteže na Ruski Daleki istok. Rod je parafiletski i djelomično ugrađen u Campanula s. l.
U Hrvatskoj postoje dvije vrste na popisu, treća, Asyneuma pichleri, po drugima je sinonim za Campanula pichleri Vis., na popisu je bilja Hrvatske, ali ga FCD ne navodi, ni pod jednim imenom.

## Vrste
1. Asyneuma amplexicaule (Willd.) Hand.-Mazz.
2. Asyneuma anthericoides (Janka) Bornm.
3. Asyneuma argutum (Regel) Bornm.
4. Asyneuma babadaghense Yildiz & Kit Tan
5. Asyneuma campanuloides (M.Bieb. ex Sims) Bornm.
6. Asyneuma canescens (Waldst. & Kit.) Griseb. & Schenk,  sivkasta kosica
7. Asyneuma chinense D.Y.Hong
8. Asyneuma compactum Damboldt
9. Asyneuma cupulare K.V.Divya & Nampy
10. Asyneuma davisianum Yildiz & Kit Tan
11. Asyneuma ekimianum Kit Tan & Yildiz
12. Asyneuma filipes (Nábelek) Damboldt
13. Asyneuma fulgens (Wall.) Briq.
14. Asyneuma giganteum (Boiss.) Bornm.
15. Asyneuma hasandaghense Hamzaoglu
16. Asyneuma ilgazense Yildiz & Kit Tan
17. Asyneuma isauricum Contandr., Quézel & Pamukç.
18. Asyneuma japonicum (Miq.) Briq.
19. Asyneuma junceum Parolly
20. Asyneuma limonifolium (L.) Janch., stjenovita kosica
21. Asyneuma linifolium (Boiss. & Heldr.) Bornm.
22. Asyneuma lobelioides (Willd.) Hand.-Mazz.
23. Asyneuma lycium (Boiss.) Bornm.
24. Asyneuma macrodon (Boiss. & Hausskn.) Bornm.
25. Asyneuma michauxioides (Boiss.) Damboldt
26. Asyneuma munzurdaghense Yild.
27. Asyneuma pakistanicum D.Y.Hong
28. Asyneuma persicum (A.DC.) Bornm.
29. Asyneuma pulchellum (Fisch. & C.A.Mey.) Bornm.
30. Asyneuma pulvinatum P.H.Davis
31. Asyneuma rigidum (Willd.) Grossh.
32. Asyneuma thomsonii (Hook.f.) Bornm.
33. Asyneuma trichostegium (Boiss.) Bornm.
34. Asyneuma virgatum (Labill.) Bornm.